# Anne Meacham
Anne Meacham (* 21. Juli 1925 in Chicago, Illinois; † 12. Januar 2006 in New York City) war eine US-amerikanische Schauspielerin.
Anne Meacham war am bekanntesten für ihre Auftritte in Theaterstücken sowohl am Broadway als auch Off-Broadway. Vor allem in Stücken von Tennessee Williams brachte sie herausragende Leistungen. 1958 und 1960 gewann sie den Obie Award als beste Darstellerin.
Ihre bekannteste TV-Rolle war die der Louise Goddard in der langlebigen Fernsehserie Another World (1964 bis 1999). Sie spielte diese Rolle von 1972 bis 1982.

## Filmografie (Auswahl)
- 1956: Toast of the Town (Fernsehshow, 1 Auftritt)
- 1958: Suspicion (Fernsehserie, 1 Folge)
- 1962: Die Leute von der Shiloh Ranch (The Virginian, Fernsehserie, 1 Folge)
- 1962: Preston & Preston (The Defenders, Fernsehserie, 1 Folge)
- 1964: Lilith
- 1972–1982: Another World (Fernsehserie, 29 Folgen)
- 1974: Die Herrscherin des Bösen (Seizure!)
- 1974: Die Saat des Todes (The Gardener)